# Taylor Mill, Kentucky
Taylor Mill är en ort i Kenton County i delstaten Kentucky, USA.